# Pays-de-Clerval
Pays-de-Clerval es una comuna nueva francesa situada en el departamento de Doubs, de la región de Borgoña-Franco Condado.

## Historia
Fue creada el 1 de enero de 2017, en aplicación de una resolución del prefecto de Doubs de 9 de agosto de 2016 con la unión de las comunas de Clerval y Santoche, pasando a estar el ayuntamiento en la antigua comuna de Clerval.
El 1 de enero de 2019 absorbió la comuna de Chaux-lès-Clerval.

## Demografía
Según los datos aportados en la última resolución del prefecto de Doubs, la comuna pasa a tener 1271 habitantes.

## Composición
| Comuna fusionada  | Código INSEE | Población (2014) | Superficie (km²) | Densidad (hab./km²) |
| ----------------- | ------------ | ---------------- | ---------------- | ------------------- |
| Chaux-lès-Clerval | 25140        | 152 (2016)       | 8.57             | 18                  |
| Clerval           | 25156        | 1017             | 11.83            | 86                  |
| Santoche          | 25531        | 87               | 2.15             | 40                  |